# João Moreira Salles (banqueiro)
João Theotônio Moreira Salles (Cambuí, 18 de fevereiro de 1888 — São Paulo, 27 de março de 1968) foi um comerciante, empresário e banqueiro brasileiro, fundador do Unibanco, atualmente integrado ao conglomerado Itaú Unibanco.

## História
João Moreira Salles nasceu em Cambuí, sul de Minas Gerais, em 18 de fevereiro de 1888, filho de José Amâncio de Salles e Ana Moreira Salles,  pequenos agricultores no bairro do Portão. Ainda adolescente, assumiu a administração da Casa Ideal, a maior loja da cidade e propriedade de seu padrinho Adriano Colli. 
Em 1904, mudou-se para São Paulo e passou a trabalhar Casa Araújo Costa & Cia., armarinho na rua São Bento. No ano seguinte, ingressou na Escola Prática de Comércio de São Paulo e por quatro anos fez o curso de contabilidade, trabalhando de dia e estudando à noite.
Em 1909, retornou a Cambuí após a morte do pai. Dois anos depois, em 1911, casou-se com Lucrécia Vilhena de Alcântara, e mudaram-se para Guaranésia, cidade que despontava como produtora de café. No local, abriu uma loja e estabeleceu-se como representante bancário, pois a temporada paulistana abrira-lhe oportunidades para fazer este tipo de concessão de crédito, ainda em pequena escala.
Em 1912, voltou para Guaranésia. Em 1917, mudou-se para Mococa, no estado de São Paulo. Lá abriu a Salles & Alcântara, em sociedade com o cunhado Pardal Vilhena de Alcântara. Seu campo de ação ampliou-se por toda a região da Estrada de Ferro Mogiana, logo multiplicando-se para  Guaxupé, Botelhos, Machado e outros lugares. Ele visitava as fazendas vendendo produtos, comprando café e fornecendo crédito dos bancos que representava. Enquanto gestor dos negócios da família, João Moreira Salles realizou uma trajetória de expansão dos empreendimentos nos setores bancário e cafeeiro.
O crescimento deste último negócio foi rápido. Começando como correspondente do Banco Francês e Italiano e do Banco Alemão Transatlântico, passou a representar também o Banco do Brasil e o Banco Hipotecário e Agrário de Minas Gerais. A loja instalada em Mococa foi se tornando apenas uma face de seus negócios.
Em 1918, estabeleceu-se em Poços de Caldas, terminal de um dos ramais da Mogiana, e a maior cidade da região, produtora de cafés finos e  estação de águas. No ano seguinte, abriu a Moreira Salles & Cia., também em sociedade com o cunhado Pardal Vilhena de Alcântara. O negócio principal era uma casa comissária de café que atuava no financiamento da produção. Além disso, seguia como correspondente bancário, chegando a representar 13 bancos, e montou um conjunto extremamente diversificado de lojas -de secos e molhados a funerárias.
O marco inicial na trajetória do grupo financeiro Moreira Salles ocorreu em 27 de setembro de 1924, quando a Casa Moreira Salles recebeu autorização para abrir uma seção bancária. A casa comercial deixava de ser mera correspondente e passava a ter algumas das atribuições de um banco e a poder realizar diversas operações de crédito.
Com o crescimento de seus negócios, mudou-se ainda em 1924 com a família para Santos, principal porto de escoamento cafeeiro do país. A partir de então, estruturou-se aquele que seria o tripé de suas atividades empresariais: a compra do café nos mercados regionais de São Paulo e Minas Gerais; a sua exportação para os mercados internacionais a partir do porto de Santos; e a intermediação dessas transações a partir da Casa Moreira Salles. Em 1931, conseguiu uma nova carta patente, desta vez permitindo o seu funcionamento enquanto casa bancária. Surgia, assim, a Casa Bancária Moreira Salles. Ao mesmo tempo em que assistia ao crescimento dos seus negócios na atividade bancária, João Moreira Salles continuava investindo no café, seu principal negócio. 
Assim, cada vez mais envolvido com os negócios cafeeiros, aos poucos, João Moreira Salles foi passando a administração da casa bancária para Walther Moreira Salles, seu filho mais velho. Ao assumir a direção dos negócios bancários da família, em 1933, Walther foi o responsável por um processo de expansão que, dentro de pouco mais de três décadas, iria transformar a Casa Bancária Moreira Salles em União de Bancos Brasileiros (Unibanco) e os próprios Moreira Salles em um dos maiores grupos empresariais do país.

## Vida Pessoal
Em 1911 casou-se com Lucrécia Vilhena de Alcântara, filha de Saturnino Vilhena de Alcântara, fazendeiro em Pouso Alegre, e de Georgina Duarte. No ano seguinte, nasceu seu primeiro filho, Walther, mas em pouco tempo a família se separou. João Moreira Salles voltou para Guaranésia, acompanhado da esposa, mas o filho ficou em Pouso Alegre com os avós maternos, prática comum na época, moraria com tios e avós maternos. Em Guaranésia iriam nascer mais dois filhos, Elza e Hélio. Em 1922 nasceu seu quarto e último filho, José Carlos.

## Morte
João Moreira Salles morreu, de infarto, em São Paulo, em 2 de março de 1968. Até então era presidente do Conselho de Administração e maior acionista do Banco Moreira Salles, da União de Bancos Brasileiros e do Unibanco, antecessores do atual conglomerado Itaú Unibanco. 